# ده‌فیش
ده‌فیش، روستایی در دهستان ده‌فیش از توابع بخش بنارویه، شهرستان لارستان و استان فارس ایران است. این روستا، مرکز دهستان ده‌فیش است و روستاهای تابعه آن شامل لاغران، دامچه، حسن آباد و جلال آباد می‌شود.

## پیشینه تاریخی
نام قدیم روستا ده‌پیش بوده که احتمالا تحت تاثیر زبان عربی به ده‌فیش تغییر یافته است. قدمت روستای ده‌فیش به طور دقیق مشخص نیست اما بر اساس بررسی‌های انجام شده و آثار به‌جای مانده از یک قلعه قدیمی در جنوب غربی روستا؛ قدمت آن بالغ بر هزار سال برآورد می‌شود‌. بر اساس اطلاعات بدست آمده از تاریخ شفاهی روستا؛ حدودا طی سیصدسال اخیر ده‌فیش سه دوره متفاوت را طی کرده است تا به شکل کنونی درآمده است. ده‌فیش اول در قلعه‌ای ۳ طبقه بوده است و حدود ۱۲۰ خانواده در آن زندگی می‌کردند. برای جلوگیری از ورود بیگانگان به درون قلعه دور تا دور آن را خندقی به عرض ۱۵ متر و عمق نامعلومی زده بودند که هیچ اسبی نتواند از روی آن بپرد و برای ورود و خروج خودشان تخته‌ای داشتند که از درب ورودی با بند و منجنیق روی آن می‌گذاشتند.
اقتصادشان بر پایه کشاورزی و کشت آن‌ها ذرت؛ پنبه؛ گندم؛ جو و تنباکو بوده است و همچنین در دامنه کوه ازگوی انجیر و انار بوده که انجیرهای آن پرثمر می‌شده و نیز نخلستان‌های فراوان که حدود ۱۲۰۰۰ نخل خرما داشته‌اند؛ حدود ۲۰ چاه در آنجا بوده که از آب آن برای آبیاری درختانشان استفاده می‌کردند. این دوره اول ده‌فیش بود که به ده فیش علیا معروف است.
پس از آن از حالت قلعه نشینی خارج می‌شوند ولی قلعه تخلیه نمی‌شود و عده‌ای از آن‌ها به پایین‌تر یعنی کنار مسجد خواجه شفیع که حالا مسجد امام علی (ع) است کوچ می‌کنند حاج شاه احمد در آنجا خانه و حمام می‌سازد و کم‌کم آنجا وسعت می‌گیرد و تا کنار شاه میر عالی حسین پیشروی می‌کند و پی ریزی ده‌فیش دوم را انجام می‌دهد که به ده فیش سفلا معروف است. در این دوران یک قلعه دیگری به نام قلعه کیش هم وجود داشته که کشیشان و مغ‌ها در آن زندگی می‌کردند؛ می‌گویند که آخرین بازماندگان زردشتی ده فیش هم قلعه‌ای داشته‌اند که قسمت غربی روستا قرار داشته و دارای ۲ برج بلند بوده که هنوز هم خرابه‌های ان به همراه یک چاه به عمق ۳۰متر باقی مانده است.

## مکان‌های دیدنی
- سه امامزاده در روستا وجود دارد: یکی در ورودی جنوب غربی روستا با نام شاه‌میرعالی حسین و دیگری امامزاده شاه‌سلیمان و امامزاده شاه‌شمس الدین می‌باشد.
- یک درخت کهن و قدیمی کُنار (سدر) معروف به کُنار بی‌بی در ده‌فیش وجود دارد که قدمت آن چندصد سال و یا به تعبیری بیش از هزار سال می‌باشد. مردم در گذشته اعتقادت خاصی به این درخت کهن داشته‌اند و از آثار و پدیده‌های طبیعی ده‌فیش می‌باشد.
- در نقاط مختلف روستا خصوصا در اطراف کنار کُنار بی‌بی مجموعه‌ای از برکه‌های سنتی قدیمی به صورت گنبدی شکل و مُدَوَّر واقع شده‌اند  که جلوه ویژه‌ای دارند.
- علاوه بر این آثار یک قلقه قدیمی در جنوب غربی روستا وجود دارد که بیش از هزار سال قدمت دارد.
- از دیگر مکان‌های دیدنی روستا جنگل اکسیژن می‌باشد که در شرق روستا قرار دارد.
- همچنین آثار قناتهایی نیز در شرق آبادی وجود دارد که حاکی از سخت کوشی مردم روستا بوده است که به علت تغییرات جوی و کمبود آب خشکیده است.

## ویژگی‌های اقتصادی_ اجتماعی
* جمعیت: بر اساس سرشماری عمومی نفوس و مسکن در سال ۱۳۹۵، جمعیت ده‌فیش برابر با ۱٬۴۰۴ نفر (۴۴۹ خانوار) بوده است.. 
- زبان: مردم ده‌فیش به زبان لارستانی صحبت می‌کنند که قدمت آن به دوره باستان (دوره اشکانی و یا به تعبیری به دوره ساسانیان) بازمی‌گردد.
- شغل: شغل اکثر مردم روستا کشاورزی است و محصولات روستا غالباً جو و گندم،  ذرت، پنبه و خرما می‌باشد. البته مشاغل روستابه مقتضای زمان دستخوش تغییر و تحول گوناگون بوده و بخش قابل توجهی از ساکنان ده‌فیش در کشورهای حوزهٔ خلیج فارس (کویت، امارات عربی متحده و عمان) مشغول به کار هستند.
- تحصیلات: ۹۸٪ از مردم ده‌فیش با سواد و تعداد بسیار زیادی نیز دارای تحصیلات عالیه هستند.
- دین و مذهب: اکثریت مردم ده‌فیش دادای مذهب شیعه بوده و در عین حال با روستاهای اهل سنت اطراف نیز ارتباط و مراودات نزدیکی دارند.
- تامین آب: در این روستا آب شرب از لوله‌کشی بهداشتی تامین می‌شود اما در گذشته‌های دور از آب انبار (برکه) و قنات نیز استفاده می‌شده است.

## ویژگیهای طبیعی، معادن و پوشش گیاهی
در شرق روستا منبع فراوانی از سنگ گچ وجود دارد. کوه‌های زیبا و چشم‌نوازی اطراف روستا را احاطه کرده که از معروفترین آن‌ها کوه سیاه یا (شاه نشین) است که بلندترین نقطه آن ۱۵۱۶ متر از سطح دریا ارتفاع دارد.
رودهای (رودخانهٔ فصلی) فقط درفصل زمستان در جریان هستند. معروفترین آن رود هوا است که در زمستان و در شرایطی که باراندگی به حد کافی صورت بگیرد به دریاچه هرم می‌ریزد و بقیه فصول سال خشک است.
رود منال نیز در شمال روستا به وسیله چشمهٔ از طرف جویم دایماً در جریان است که مورد استفاده کشاورزان و دامداران بخش جویم و بنارویه است و از گذشته بین روستاها سهمیه بندی شده است.
در چند سال اخیر گروه‌های اکتشافگر حوزه صنعت نفت و گاز محل‌هایی را به عنوان معدن چاه نفت وگاز علامت‌گذاری شده است که در آینده در صورت نیاز سازمان مربوطه به حفر آن خواهد پرداخت.
تقریباً تمامی گیاهان دارویی گرمسیری و چاشنی‌های غذایی در زمین‌ها و کوه‌های روستا یافت می‌شود. مخصوصاً آویشن و بابونه و مروتلخ، خاکشیر، اسفناج، شنبلیله، شوید، و… و بسیاری از گیاهان نیز با اسم‌های محلی شناخته می‌شود و اسم رایج فارسی آن نیاز به تحقیق و تفحص دارد.
تغییرات آب و هوایی، خشک‌سالی و تخریب محیط زیست وضعیت گونه‌های جانوری را نیز در طول زمان دستخوش تغییر کرده است. در گذشته در ارتفاعات اطراف ده‌فیش و خصوصا منطقه کنارستان (در شرق آبادی) مامن خوبی برای گونه‌های مختلف جانوری از جمله آهو، یوزپلنگ و نوعی قوچ (بز کوهی) معروف به قوچ لارستان بود که نسل آن‌ها منقرض شده و یا در معرض انقراض قرار دارد. در حال حاضر گرگ، شغال، روباه، کفتار، سمور، گربه، گربه وحشی، جوجه‌تیغی، خرگوش، تشی (چوله)، خارپشت و انواع موش‌های صحرایی در ده‌فیش وجود دارند. از پرندگان بومی نیز کفتر چاهی (کبوتر)، چکاوک، بادخور، چکاوک، چکاوک هدهد، دم جنبانک، جغد، گنجشک، سبزقبا، سهره، قُمری، تیهو، فاخته، بلبل، کبک، انواع گنجشک، دراج، و بسیاری دیگر از پرندگان گونه گرمسیری وجود دارند و از پرندگان مهاجر در فصل زمستان و بهار درنا، انواع اردک و آنقوت دیده می‌شوند.

## حشرات و خزندگان
انواعی از خزندگان مختلف، مار و عقرب و رتیل و بسیاری از خزندگان دیگر نیز به چشم می‌خورد. خزندگان زیبایی چون آفتاب‌پرست‌ها نیز در اطراف روستا قابل دیدن می‌باشند. مارمولک‌ها و مارمولک‌های صحرایی مانند کلبوک نیز به چشم می‌خورد. ونیز بزغاله مار (همان بزمچه یا بزمک) نیز در اطراف روستا مشاهده شده است.
زنبور سرخ (باز گولته golate)، زرد و سبز، و زنبورعسل فراوان است و عسل در کوه‌های ده‌فیش معروف و فراوان است.